# ناحیه بنی عزیز
ناحیه بنی عزیز (به عربی: دائرة بنی عزیز) یک ناحیه در الجزایر است که در استان سطیف واقع شده‌است.